# Telebasis carminita
Telebasis carminita là một loài chuồn chuồn kim trong họ Coenagrionidae.
Telebasis carminita được Calvert miêu tả khoa học năm 1909.